# Боуран
Бо́уран (ирл. и англ. bodhrán, /baʊrˈɑːn/), бойран, бодран — бубен, используемый с XX века в традиционной ирландской музыке.

## История
Существует несколько теорий происхождения инструмента:
- он происходит из Африки, и пришёл в Ирландию через Испанию;
- инструмент возник в Средней Азии и был привезён в Ирландию кельтскими мигрантами;
- развился в деревенской Ирландии из сельскохозяйственного инструмента (сита для зерна).

Как бы то ни было, широко применяться в народной музыке боуран начал только в середине XX века, на волне возрождения интереса к традиционной ирландской музыке. Во многом популяризации боурана способствовала деятельность музыканта и общественного деятеля Шона О'Риады (ирл. Seán Ó Riada) и его группы «Ко́лтори Ху́олон» (ирл. «Ceoltóirí Chualann») в 1960-х годах, где использовался этот инструмент. Впоследствии многие группы ирландского фолк-возрождения включали боуран в свой инструментарий (например «The Chieftains», «The Bothy Band», «Planxty»).

## Описание
Диаметр 35—45 см (14—18 дюймов). Ширина обода 9—20 см (3,5—8 дюймов). На бубен натягивается козлиная кожа (иногда кожа лошади или жеребёнка, осла, оленя, борзой грейхаунд). На обратной стороне бубна может располагаться перекладина или крестовина.
Ударают по бойрану специальной одно- или двусторонней палочкой, иногда рукой. Для достижения определенной окраски звучания применяются специальные палочки-метёлки. Приглушая мембрану второй рукой с обратной стороны бойрана музыкант может дополнительно регулировать тембр и высоту извлекаемых звуков.

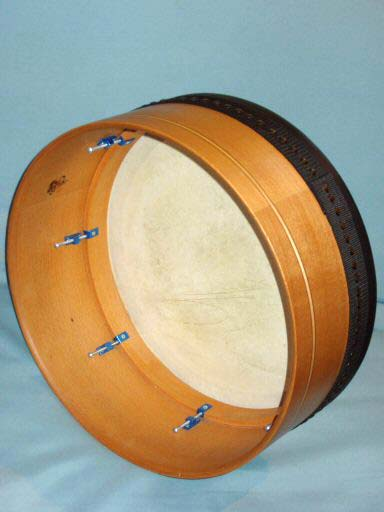
Современный настраиваемый бойран, в котором мембрана натягивается при помощи винтов
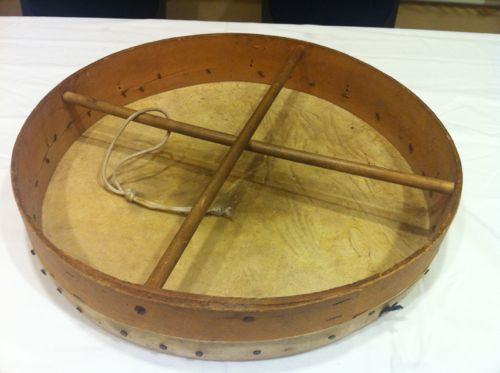
Традиционный бойран с приклеенной и укреплённой гвоздиками мембраной
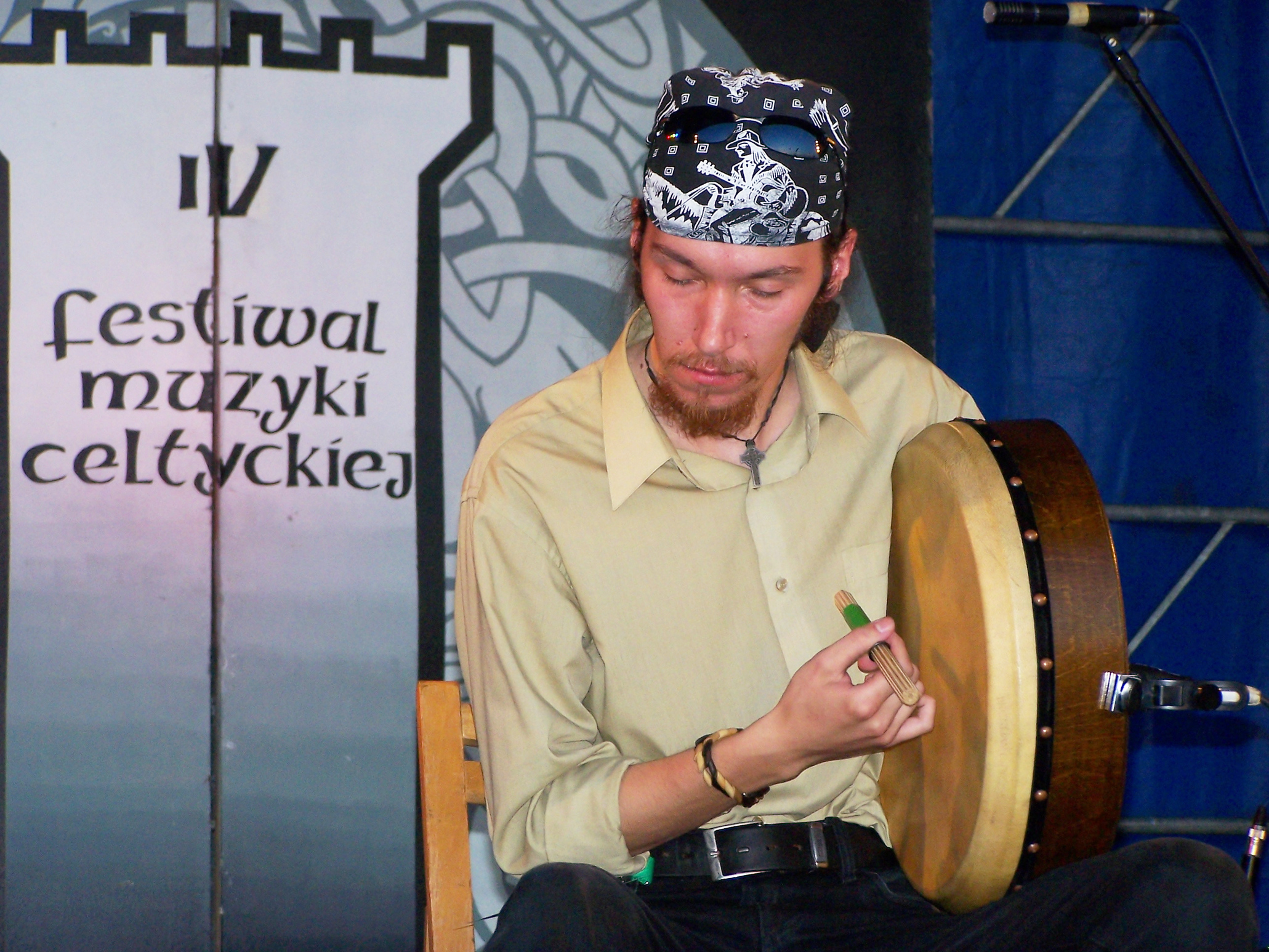
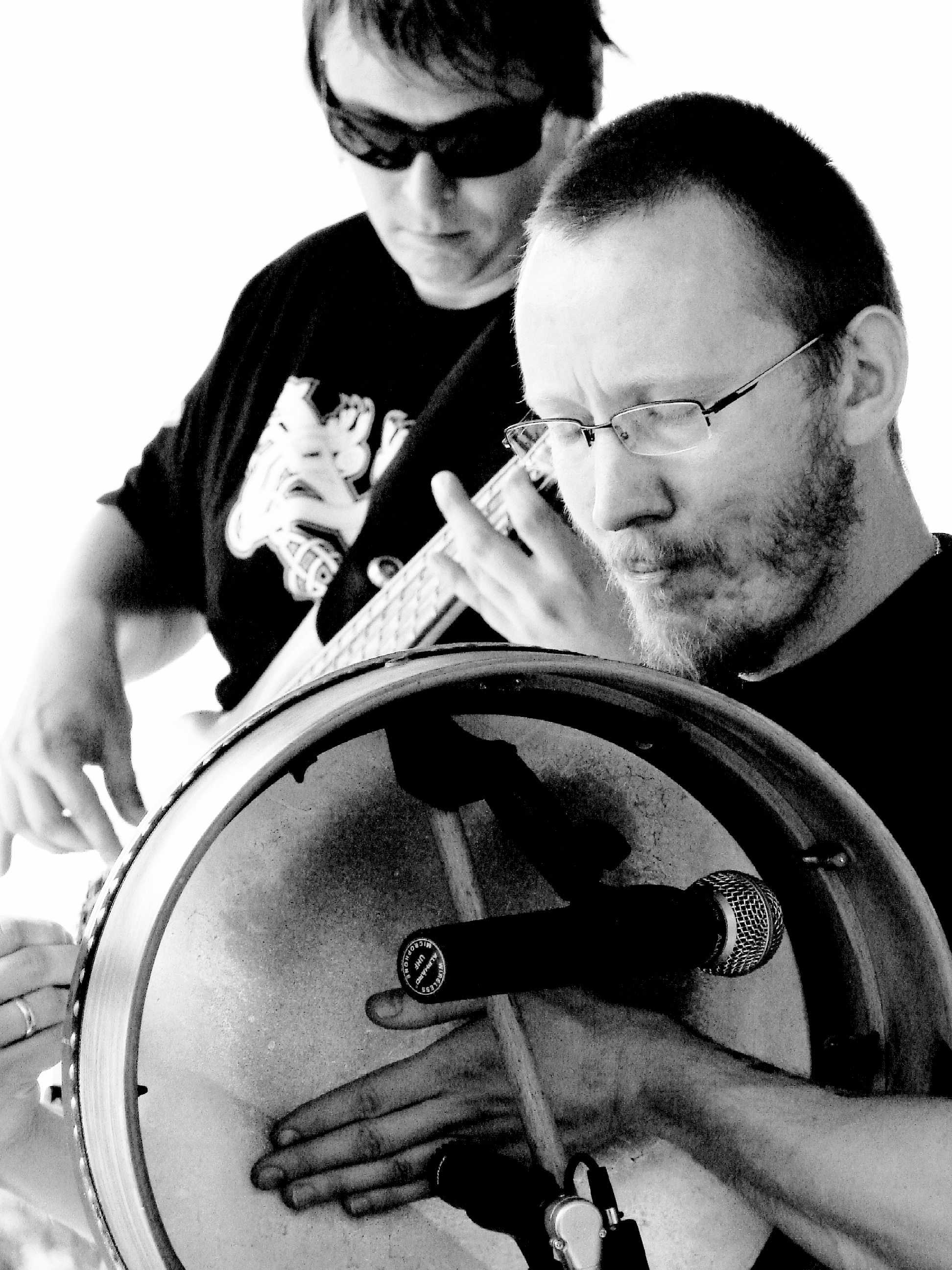